# Franz Haas (Autor)

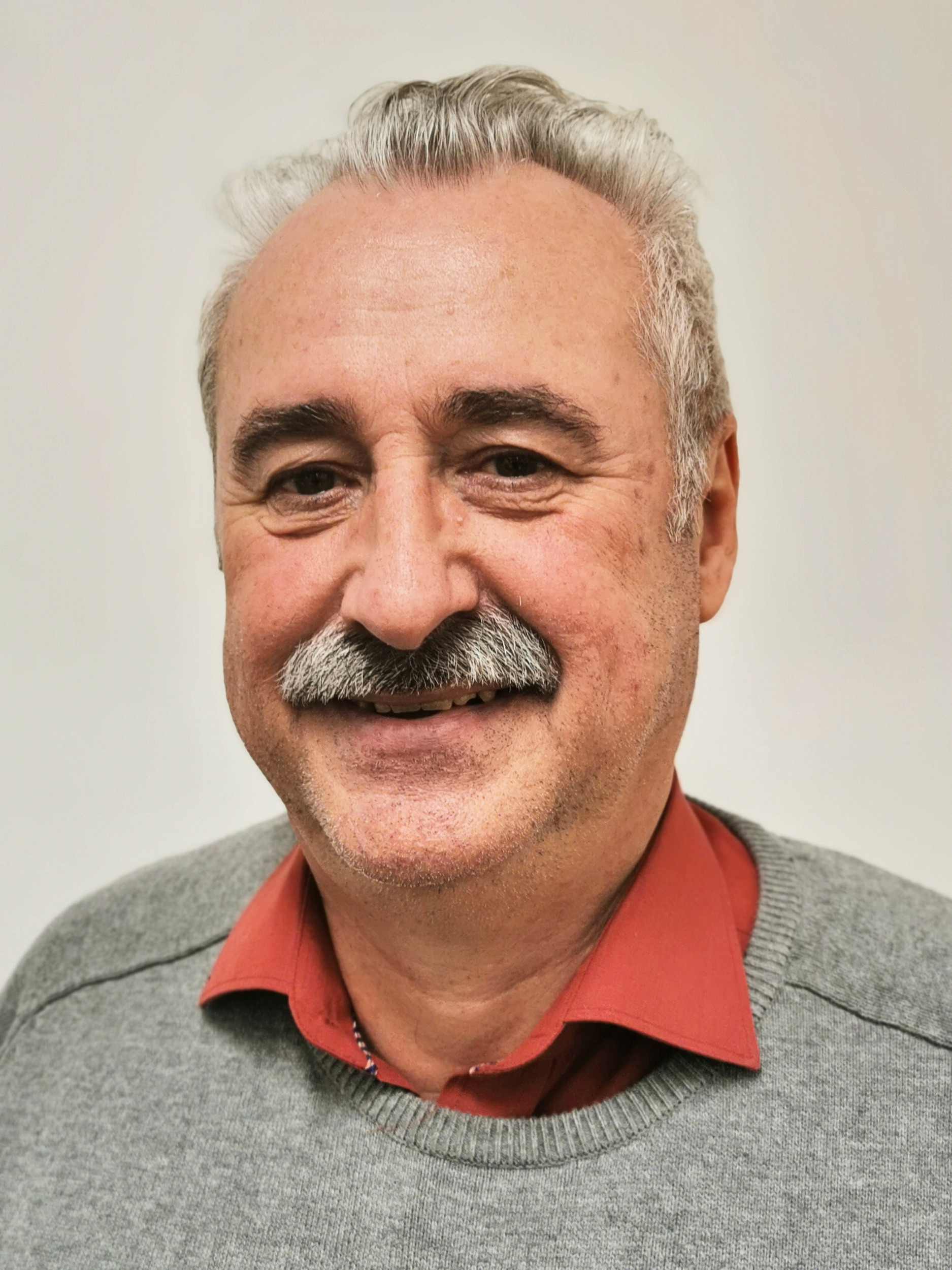
Franz Haas (2024)

Franz Haas (* 1960) ist ein österreichischer Journalist und Fachbuchautor für Publikationen im Bereich der Verkehrs- und Eisenbahngeschichte. Der hauptberufliche Eisenbahner trat auch als Museumsmitarbeiter und Museumsleiter in Erscheinung.

## Leben

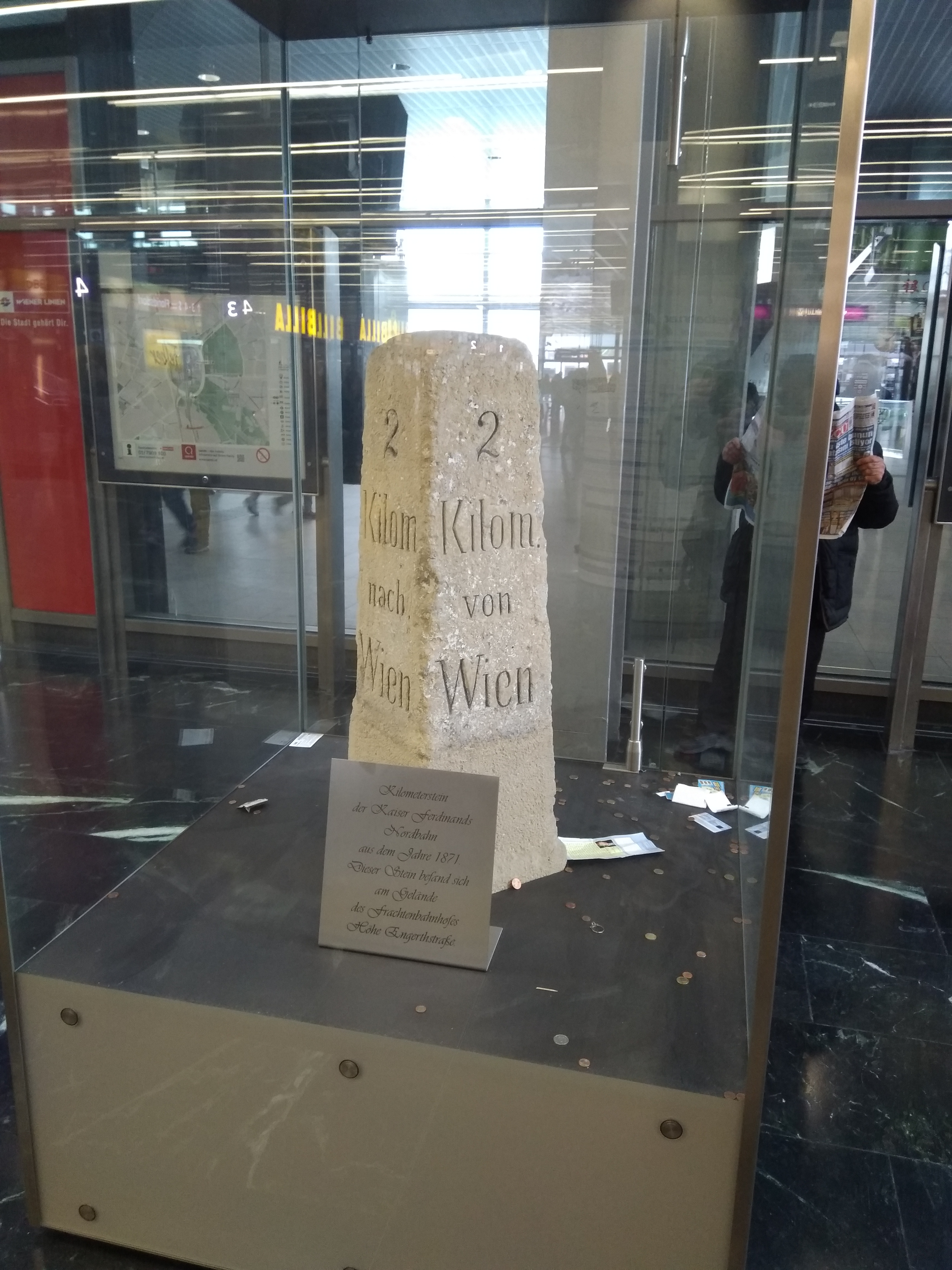
Auf Haas’ Initiative wurde der historische Kilometerstein 2 der KFNB erhalten und im Bahnhof Wien Praterstern ausgestellt.

Haas war hauptberuflich bei den Österreichischen Bundesbahnen beschäftigt, davon 34 Jahre als Fahrdienstleiter auf Bahnhöfen im nördlichen Niederösterreich und Wien. Nach seiner Berufung in die Regionalleitung Nord 2012 arbeitete er die letzten Berufsjahre im Themenbereich Sicherheit und Unfallerhebung.
Als Enkel eines Lokomotivführers kam er mit dem Thema Eisenbahn schon in der frühesten Kindheit in Berührung. Im Zuge der Vorbereitung zur 150-Jahr-Feier der österreichischen Eisenbahnen im Jahr 1987, wo er auch Beiträge leisten durfte, vertiefte er sich ab 1983 in die österreichische Eisenbahngeschichte. Das besondere Interesse gilt dem Wiener Nordbahnhof, der Wiener Schnellbahn Stammstrecke, Nebenbahnen im ehemaligen ÖBB-Direktionsbereich Wien, der Donauschifffahrt und der Wiener Stadtgeschichte. 
Er war zwischen 2002 und 2014 Mitarbeiter im Bezirksmuseum Leopoldstadt, davon ab 2007 dessen Leiter. Im Jahr 2008 konnte er eine Kustoden-Ausbildung erfolgreich abschließen. Im Folgejahr führte er eine komplette Neugestaltung des Museums durch und gestaltete danach mehrfach Sonderausstellungen zu Bezirksthemen.
Seit 2006 publiziert er bei verschiedenen Verlagen und gestaltet seit 2022 regelmäßig Ausstellungen im Eisenbahnmuseum Schwechat.

## Veröffentlichungen
- Franz Haas: Die Wiener Schnellbahn, Stammstrecke Floridsdorf-Meidling. Sutton Verlag, Erfurt 2014, ISBN 978-3-86680-084-7.
- Franz Haas: Bilder der Schifffahrt – Die Wiener Hafenanlagen. Sutton Verlag, Erfurt 2015, ISBN 978-3-86680-639-9.
- Franz Haas: Der Wiener Nordbahnhof. bahnmedien.at, Wien 2018, ISBN 978-3-903177-03-1.
- Franz Haas und Ernst Smetana: Die Geschichte der Lokalbahn Ödenburg – Preßburg. RMG-Verlag, Wien 2020, ISBN 978-3-902894-90-8.
- Franz Haas: Die Lokalbahn Schwechat – Mannersdorf. RMG-Verlag, Wien 2021, ISBN 978-3-902894-86-1.
- Franz Haas: Die Erzbergbahn. RMG-Verlag, Wien 2023, ISBN 978-3-902894-47-2.
- Franz Haas, Ernst Smetana: Die Pottendorferlinie. 1. Auflage 2024 / 2. Quartal. RMG-Verlag, ISBN 978-3-903411-07-4.
- Franz Haas: Die Lokalbahn Bruck a/L. – Hainburg. Railway-Media-Group, Wien 2025, ISBN 978-3-903411-14-2.